# Connor Atchley
Connor Granvil Atchley (Houston, 31 maggio 1985) è un ex cestista statunitense, professionista nella NBA D-League.